# Dozimetrie
Dozimetrie je oblast fyziky zabývající se vlastnostmi ionizujícího záření, veličinami charakterizujícími procesy vzniku a interakce ionizujícího záření s látkou a metodami měření těchto veličin.
V biologických a lékařských vědách se soustředí se na interakci ionizujícího záření s živou hmotou a jeho účinky na organismy a uplatňuje se v oboru radiologie (radiodiagnostika a radioterapie).
V technických vědách, lékařství i vojenství se uplatňuje v oblasti ochrany před zářením – zabývá se monitorováním a usměrňováním rizik pro obyvatelstvo i pracovníky se zářením.

## Důležité veličiny a pojmy
- Expozice (dávka záření) je elektrický náboj, který získá 1 kg hmoty při průchodu ionizujícího záření. Jednotkou expozice je coulomb na kilogram (C·kg−1).

- Expoziční rychlost je expozicí vztaženou na jednu sekundu. Jednotkou je coulomb na kilogram na sekundu (C·kg−1·s−1).

- Absorbovaná dávka je energie dodaná jednomu kilogramu hmoty průchodem příslušného záření. Jednotkou absorbované dávky záření je gray (Gy), rozměrově jde o joule na kilogram. Starší jednotkou je rad, platí 100 rad = 1 Gy.

- Biologický ekvivalent (Dávkový ekvivalent) je biofyzikální veličinou, která vedle fyzikálních účinků zohledňuje i biologický účinek záření. Dávkový ekvivalent se z dávky spočítá vynásobením údaje faktorem kvality záření. Poněvadž se faktor kvality u rentgenového, beta a gama záření rovná jedné, je v těchto případech 1 Gy roven 1 Sv. Starší jednotkou je rem, platí 100 rem = 1 Sv.

- Radiační ochrana je činnost, které se snaží minimalizovat rizika spojená s pobytem člověka na místech nějakým způsobem zasaženými ionizujícím zářením. Jejím úkolem je tedy nalezení a popis zdroje záření, určení případné zdravotní újmy a vytvoření pravidel pro pobyt v monitorovaném prostoru nebo pro práci s příslušným zdrojem ionizujícího záření.

Úplný přehled mezinárodně doporučovaných veličin, jejich definic a jednotek podává ČSN ISO 31-10. Připravuje se její nové vydání v řadě
ČSN EN ISO/IEC 80000.

## Působení ionizujícím záření na živé organismy
Ionizující záření, ve formě jak dlouhodobého slabého, tak i krátkodobého intenzivního ozáření, má negativní účinky na člověka a ostatní živé organismy. Působí-li na biologický materiál, dochází k absorpci ionizujících částic nebo vlnění atomy daného materiálu. To způsobuje vyrážení elektronů z jejich orbit a tvorbu negativně nabitých aniontů. Ionizované části molekul se stávají vysoce reaktivními a vedou k řadě chemických reakcí, které buňku buď rovnou usmrtí, nebo vedou ke změnám genetické informace (reakce radikálů s DNA způsobuje porušení fosfodiesterových vazeb a tím zpřetrhání jejího řetězce).

## Studium
Na KDAIZ FJFI ČVUT v Praze lze studovat specializace Aplikovaná fyzika ionizujícího záření Archivováno 4. 7. 2022 na Wayback Machine. bakalářského a navazujícího magisterského studijního program Jaderné inženýrství, která nahrazuje studijní obor Dozimetrie a aplikace ionizujícího záření.  Studium se orientuje na aplikace jaderných věd a má tedy návaznosti na všechny oblasti, kde se využívá jaderné energie, radioaktivních látek a ionizujícího záření. Studium se zabývá detekcí a konstrukcí detektorů ionizujícího záření, věnuje se přírodním i umělým radioaktivním látkám v životním prostředí, působení ionizujícího záření na živé organismy a principům ochrany před zářením. V průběhu výuky jsou využívány specializované laboratoře a přístroje a je absolvována řada exkurzí, případně i stáží, na unikátních pracovištích. Absolvent má široké povědomí o aplikacích ionizujícího záření ve vědě, průmyslu, biologii a je všestranným fyzikem schopným uplatnit své znalosti v technických i přírodovědných oblastech.